# Sainte-Céronne-lès-Mortagne
Sainte-Céronne-lès-Mortagne is een gemeente in het Franse departement Orne (regio Normandië) en telt 255 inwoners (1999). De plaats maakt deel uit van het arrondissement Mortagne-au-Perche.

## Geografie
De oppervlakte van Sainte-Céronne-lès-Mortagne bedraagt 12,7 km², de bevolkingsdichtheid is 20,1 inwoners per km².
De onderstaande kaart toont de ligging van Sainte-Céronne-lès-Mortagne met de belangrijkste infrastructuur en aangrenzende gemeenten.

## Demografie
Onderstaande figuur toont het verloop van het inwonertal (bron: INSEE-tellingen).